# Leon Russell
Leon Russell, egentligen Claude Russell Bridges, född 2 april 1942 i Lawton i Oklahoma, död 13 november 2016 i Nashville i Tennessee, var en amerikansk musiker och låtskrivare. Han var främst sångare och pianist, men spelade även gitarr. 
Han började som studiomusiker på 1960-talet och albumdebuterade under eget namn 1970. Han medverkade på The Concert for Bangladesh 1971. Under 1970-talet hade han ett flertal album på Billboard 200-listan. Till hans mest kända låtar hör "A Song For You", "Tight Rope", "This Masquerade" och "Lady Blue". 1979 toppade han tillsammans med Willie Nelson Billboards countrysingellista med en version av "Heartbreak Hotel". Han spelade med en stor mängd kända musiker och 2010 gjorde han tillsammans med Elton John albumet The Union.

## Diskografi
Album
- 1968 – Look Inside the Asylum Choir (med Marc Benno)
- 1970 – Leon Russell
- 1971 – Leon Russell and the Shelter People
- 1971 – Asylum Choir II (med Marc Benno)
- 1972 – Carney
- 1973 – Leon Live
- 1973 – Hank Wilson's Back
- 1974 – Stop All That Jazz
- 1975 – Will o' the Wisp
- 1976 – Wedding Album (med Mary Russell)
- 1977 – Make Love to the Music (med Mary Russell)
- 1978 – Americana
- 1979 – One for the Road (med Willie Nelson)
- 1979 – Life and Love
- 1981 – The Live Album (med New Grass Revival)
- 1984 – Hank Wilson, Vol. II
- 1984 – Solid State
- 1989 – Leon Russell
- 1991 – Delta Lady
- 1992 – Anything Can Happen
- 1992 – Crazy Love
- 1995 – Hymns of Christmas
- 1997 – Retrospective[4]
- 1998 – Hank Wilson, Vol. 3: Legend in My Time
- 1999 – Face in the Crowd
- 1999 – Blues: Same Old Song
- 2000 – Live at Gilley's
- 2001 – Guitar Blues
- 2001 – Signature Songs
- 2001 – Rhythm & Bluegrass: Hank Wilson, Vol. 4 (med New Grass Revival)
- 2002 – Moonlight & Love Songs (med the Nashville Symphony)
- 2003 – In Your Dreams
- 2003 – Bad Country
- 2003 – Almost Piano
- 2006 – A Mighty Flood
- 2006 – Angel in Disguise
- 2010 – The Union (med Elton John)
- 2014 – Life Journey

Singlar
- 1970 – "Roll Away the Stone"
- 1971 – "A Hard Rain's a-Gonna Fall"
- 1972 – "Tryin' to Stay 'Live"
- 1972 – "Tight Rope" (#11 på Billboard Hot 100)
- 1973 – "Queen of the Roller Derby"
- 1973 – "Rollin' in My Sweet Baby's Arms" (som Hank Wilson)
- 1973 – "I'm So Lonesome I Could Cry" (som Hank Wilson)
- 1974 – "A Six Pack to Go" (som Hank Wilson)
- 1974 – "If I Were a Carpenter"
- 1975 – "Lady Blue" (#14 på Billboard Hot 100)
- 1976 – "Back to the Island"
- 1976 – "Rainbow in Your Eyes"
- 1978 – "Heartbreak Hotel" (med Willie Nelson)
- 1984 – "Good Time Charlie's Got the Blues"
- 1984 – "Wabash Cannonball" (med Willie Nelson, som Hank Wilson)
- 1992 – "Anything Can Happen"
- 1992 – "No Man's Land"